# Vuze
Vuze (eerder Azureus) is een BitTorrentcliënt geschreven in Java. Met het programma kunnen bestanden via het torrentsysteem worden gedownload. Vuze ondersteunt Linux, Mac OS X en Windows.
Vuze werd uitgebracht als Azureus in juni 2003 op SourceForge.net. Ondersteunde apparaten zijn Xbox 360, PSP, PlayStation en Samsung-internet-tv.

## Functies

### Specifiek voor Vuze
- Het ontvangen en delen van torrents met vrienden
- Chatten met vrienden
- Uitgebreid commentaar en beoordelingen geven.

### Algemeen
Vuze stelt de gebruiker in staat om meerdere downloads in één enkele GUI te beheren. Het programma biedt de gebruiker ook gedetailleerde opties, informatie en configuratie. Tijdens het downloaden van een torrent, is het mogelijk de volgende informatie te zien:
- Welke bestanden er worden gedownload
- Welk percentage van elk bestand en of stukje nog samenvoeging vereist en de beschikbaarheid van datzelfde bestand
- Van wie er wordt gedownload, hun download- en uploadsnelheden, hun IP-adres, hun poort, hun client en meer opties in geval van super-seeden
- Download- en uploadsnelheid, de resterende tijd, bestand- en trackerinformatie.

Zoals de meeste BitTorrentprogramma's laat Vuze de gebruiker maximale upload- en downloadsnelheden instellen. Daarnaast kent het programma nog veel meer configuratieopties, zoals het maximale aantal gelijktijdige verbindingen. De functionaliteit van Vuze kan via diverse plug-ins worden uitgebreid.

## Logo
De blauwe pijlgifkikker (Dendrobates tinctorius var. azureus) wordt gebruikt als het officiële logo van Vuze.

## Interface
Een verschil tussen Vuze en andere BitTorrentcliënts is het moderne uiterlijk.
Toch blijft het nog steeds mogelijk met de nieuwste versie van Vuze, om de klassieke interface te gebruiken.

## Plug-ins
Ook zijn er plug-ins voor Vuze, waaronder:
- Auto-speed-plug-in
- HD Video Player
- Vuze HD Network